# Parque Estadual da Serra Azul
Parque Estadual da Serra Azul é um parque estadual no estado de Mato Grosso, Brasil. Protege uma área montanhosa da floresta de cerrado e contém encostas que são usadas para parapente. O parque contém um marco do centro geodésico do Brasil, apesar da localização correta desse ponto ser controversa. 

## Localização
O Parque Estadual da Serra Azul fica no município de Barra do Garças, no leste de Mato Grosso. Possui uma área de 11 002,4 hectares (27 188 acre(s)s). O parque contém um marco para o centro geodésico do Brasil.
O parque se localiza no planalto de Guimarães, delimitado ao norte pela depressão de Paranatinga, a leste pela depressão de Araguaia e a noroeste pelo platô de Parecis. As altitudes variam de 350 metros na entrada do parque a 730 metros nos pontos mais altos. O terreno é acidentado, incluindo áreas mais planas e escarpas íngremes com declives superiores a 45º. O parque fica na margem esquerda do rio Araguaia, pertencendo à bacia hidrográfica do Araguaia-Tocantins. As montanhas dão origem a muitos riachos que alimentam o rio Araguaia e o rio das Mortes.

## História
O Parque Estadual da Serra Azul foi criado pela lei estadual 6.539, de 31 de maio de 1994. É administrado pela Secretaria de Estado do Meio Ambiente (Sema). Em 10 de agosto de 2015, o governador Pedro Taques assinou um acordo com o município de Barra do Garças para investimento na infraestrutura do parque e melhoria da equipe.
Um incêndio queimou 80% da vegetação entre agosto e setembro de 2014 e o parque foi fechado. Reabriu para a pratica do voo livre na modalidade parapente para membros da Associação de Voo Livre Cia do Céu em dezembro de 2015. Escolas e universidades também tiveram acesso monitorado ao parque sujeito a autorização prévia. A SEMA disse em 2015 que planeja abrir gradualmente novas áreas para visitantes, com média de 2.500 por mês, para permitir melhor segurança e conservação da biodiversidade local.

## Meio ambiente

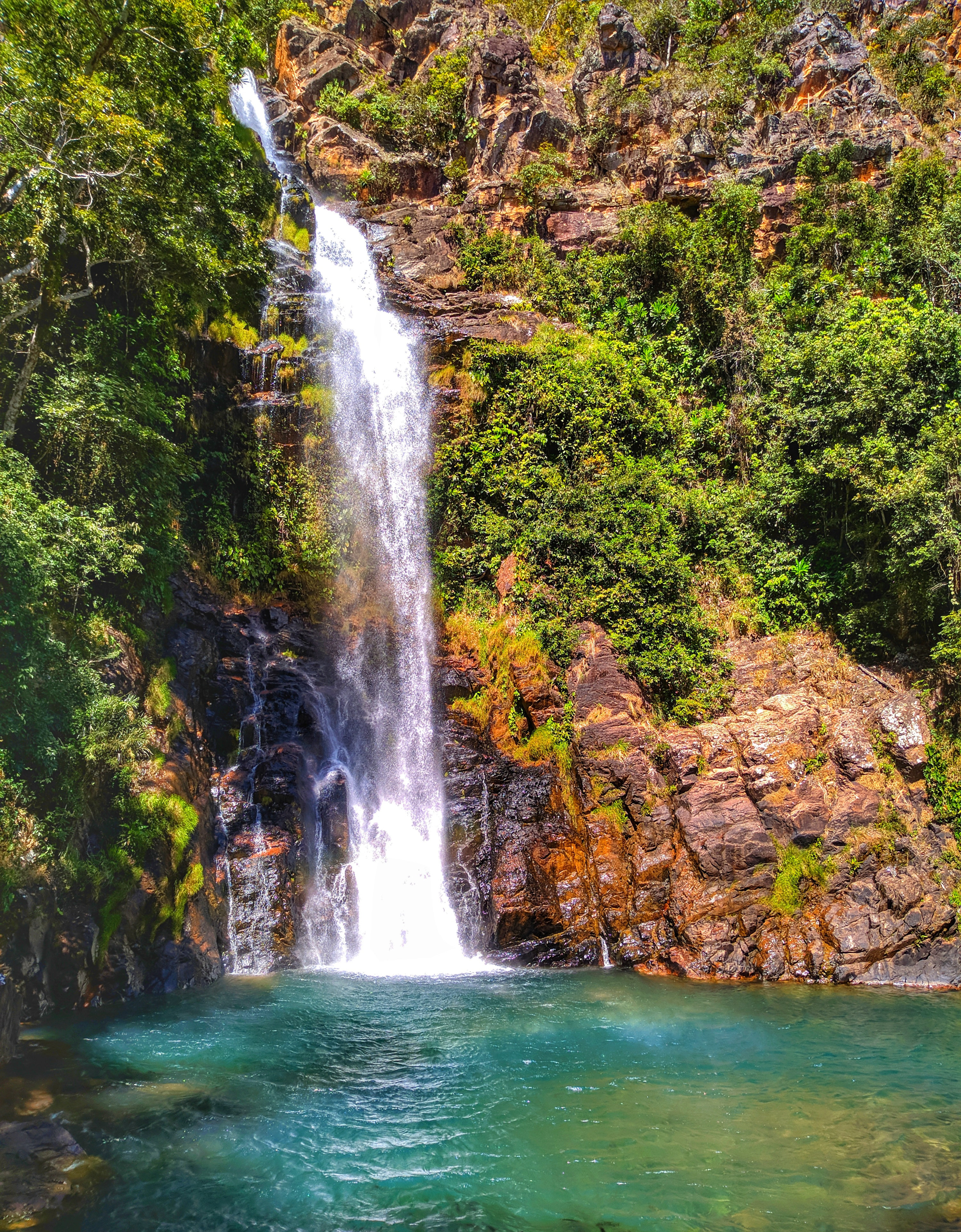
Cachoeira Serra Azul

Os solos são principalmente litólicos, provenientes de formações de arenito, mas as áreas planas possuem latossolo amarelo. A classificação do clima Köppen é Aw, com duas estações bem definidas. A estação seca é de abril a setembro e a estação chuvosa de outubro a março. Às vezes, ocorrem incêndios na estação seca. Houve incêndios em 2002, 2005, 2007 e 2012. O incêndio em 2007 afetou 80% do parque. Existem pequenas estradas em torno de algumas áreas, restos de estradas agrícolas antigas de antes da expropriação da terra, que servem como quebra-fogos.
O parque fica no bioma cerrado. A vegetação inclui florestas de galeria, florestas semidecíduas, cerrado típico e cerrado rochoso. Foram identificadas cerca de 800 espécies de plantas vasculares e 180 espécies de aves, mas a flora e a fauna não estavam sujeitas a inventários completos a partir de 2015. O Astyanax xavante é um peixe endêmico do Córrego Avoadeira, o maior riacho do parque.  O povo bororó, que morava na região, chamou o parque Kieguereiral ("Lugar dos Pássaros") devido à grande diversidade de pássaros.

## Atividades
O parque é um excelente local para parapente. Outras atrações incluem a Escadaria do Cristo, o mirante e trilhas que levam a 15 cachoeiras com uma altura média de 15 a 25 metros. A Caverna de Pezinhos contém pinturas pré-históricas de grande valor antropológico. A caverna estava se deteriorando devido a pessoas tocando as pinturas e escrevendo nas paredes. Em 2015, a caverna foi fechada aos visitantes até que um método de visitação sustentável pudesse ser organizado.